# Unisoc
Unisoc (кит. 紫光展锐), до 21.06.2018 Spreadtrum Communications, Inc. (кит. 展讯通信有限公司, Zhǎnxùn Tōngxìn Yǒuxiàn Gōngsī) — китайская бесфабричная компания, расположенная в Шанхае, проектирующая чипсеты для мобильных телефонов. Продукты компании поддерживают широкий спектр беспроводных стандартов, в том числе GSM, GPRS, EDGE, TD-SCDMA, W-CDMA, HSPA+ и TD-LTE. Также компания проектирует системы на кристалле с вычислительными ядрами архитектуры ARM.
Центры разработки Spreadtrum находятся в различных городах и странах, в том числе: Шанхай, Пекин, Тяньцзинь, Сучжоу, Ханчжоу, Чэнду, Сямынь, США, Финляндия и Индия. Центр техподдержки расположен в городе Шэньчжэнь, международные офисы поддержки — в Южной Корее, Тайване и Мексике.

## История
Изначально компания проектировала микросхемы для GSM телефонов, но позже переориентировалась на используемый в Китае стандарт мобильной связи TD-SCDMA поколения 3G. Кроме чипсетов и модемов GSM и GSM/TD-SCDMA компания также поставляла микросхемы для двух китайский стандартов мобильного телевидения TD-MBMS и CMMB. Продукция компаний, использующих решения Spreadtrum составляла около половины рынка TD-SCDMA телефонов для China Mobile.
Акции компании Spreadtrum некоторое время торговались на бирже NASDAQ, но в июле 2013 года компания была продана Tsinghua Unigroup (подразделению университета Цинхуа) за 1.78 млрд долларов США; сделка завершилась 23 декабря 2013 года.
В 2014 Tsinghua Unigroup также приобрела компанию RDA Microelectronics за 907 млн долларов США. RDA Microelectronics также являлась бесфабричной компанией, которая разрабатывала системы на кристалле для беспроводных сетей и широковещательных применений.
В 2018 году компания была переименована в Unisoc и начала работу над платформой смартфонов поколения 5G с использованием модемов Intel 5G.

## Продукция
Процессоры для мобильных телефонов 2G
- SC6500, SC6531[8], SC7701B — 40 нм, процессоры семейства ARM9 (ARM9EJ-S, ARM926EJ-S), модем GSM850/EGSM900/DCS1800/PCS1900, GPRS класс 12, 2011 год

Процессоры для смартфонов 2G
- SC6815 — 40 нм, ARM Cortex-A7, Mali-400, GSM, 2012
- SC6820, SC6821[9], SC6825 — 40 нм, ARM Cortex-A5, Mali-400, GSM, 2012—2014

Процессоры для смартфонов 3G
- SC5735, SC5735A
- SC7715, SC7727S
- SC7730A, SC7730S, SC7731C, SC7731G, SC7731E (UIS8141E), SC7735S[9], SC8735S
- SC8810, SC8825
- SC8830/SC8830A, SC8831G, SC8835S

Процессоры для смартфонов 4G
- SC9830 — ARM Cortex-A7, 2016
- SC9832 — ARM Cortex-A53 (4 ядра/1,4 ГГц) видео Mali-T820, 2018[10]
- SC9850 — ARM Cortex-A7, 2017[11]
- SC9853I[11], SC9861G-IA — Intel Airmont, 2017
- SC9860 — ARM Cortex-A53 (8 ядер/2,0 ГГц), видео Mali T880 MP4, 2016
- Tiger T603 (SC9863) (UIS8581A) — ARM Cortex-A55 (4 ядра/1,6 ГГц) + Cortex-A55 (4 ядра/1,2 ГГц), видео PowerVR GE8322, 2018
- Tiger T117 — ARM Cortex-A7 (1 ядро/1,0 ГГц) Чипсет для кнопочных телефонов с поддержкой сетей LTE
- Tiger T310 — ARM Cortex-A75 (1 ядро/2,0 ГГц) + Cortex-A53 (3 ядра/1,8 ГГц), видео PowerVR GE8300, 2019
- Tiger T606 (UMS9230) — ARM Cortex-A75 (2 ядра/1,6 ГГц) + Cortex-A55 (6 ядер/1,6 ГГц), видео Mali-G57, 2021
- Tiger T610 (UMS512) — ARM Cortex-A75 (2 ядра/1,8 ГГц) + Cortex-A55 (6 ядер/1,8 ГГц), видео Mali-G52, 2019
- Tiger T612 — ARM Cortex-A75 (2 ядра/1,8 ГГц) + Cortex-A55 (6 ядер/1,8 ГГц), видео Mali-G57, 2022
- Tiger T615 — ARM Cortex-A75 (2 ядра/1,8 ГГц) + Cortex-A55 (6 ядер/1,6 ГГц), видео Mali-G57, 2024
- Tiger T616 — ARM Cortex-A75 (2 ядра/2,0 ГГц) + Cortex-A55 (6 ядер/1,8 ГГц), видео Mali-G57, 2021
- Tiger T618 (UIS7862) — ARM Cortex-A75 (2 ядра/2,0 ГГц) + Cortex-A55 (6 ядер/2,0 ГГц), видео Mali-G52 MP2, 2019[12]
- Tiger T620 — ARM Cortex-A75 (2 ядра/2,2 ГГц) + Cortex-A55 (6 ядер/1,8 ГГц), видео Mali-G57 MP1, 2024
- Tiger T700 — ARM Cortex-A75 (2 ядер/1,8 ГГц) + Cortex-A55 (6 ядра/1,8 ГГц), видео Mali-G52MC, 2021
- Tiger T710 — ARM Cortex-A75 (4 ядра/1,8 ГГц) + Cortex-A55 (4 ядра/1,8 ГГц), видео PowerVR GM 9446, 2019[12]

Процессоры для смартфонов 5G
- Tiger T740 — ARM Cortex-A75 (4 ядра/1.8 ГГц) + Cortex-A55 (4 ядра/1,8 ГГц), видео ускоритель IMG9446, поддержка LPDDR4X 1866MHz, eMMC 5.1 и UFS 2.1, NPU 3.2 TOPS, 2020
- Tiger T760 ― ARM Cortex-A76 (4 ядра/2,2 ГГц) + Cortex-A55 (4 ядра/1,8 ГГц), видео ускоритель Mali-G57, поддержка LPDDR4X 2133MHz, eMMC 5.1 и UFS 3.1, NPU 2.4 TOPS, 2021
- Tiger T770 ― ARM Cortex A76 (1 ядро/2,5 ГГц) + Cortex A76 (3 ядра/2,0 ГГц) + Cortex-A55 (4 ядра/1,8 ГГц), видео ускоритель Mali-G57, поддержка LPDDR4X 2133MHz, eMMC 5.1 и UFS 3.1, NPU 4.8 TOPS, 2020
- Tiger T820 ― ARM Cortex A76 (1 ядро/2,7 ГГц) + Cortex A76 (3 ядра/2,3 ГГц) + Cortex-A55 (4 ядра/2,1 ГГц), видео ускоритель Mali-G57, поддержка LPDDR4X 2133MHz, eMMC 5.1 и UFS 3.1, NPU 4.8 TOPS, 2022

Процессоры для планшетов 3G
- SC5735A — ARM Cortex-A7, 2014

Модемы
- SC8803G — 3G
- SC9610 — 4G
- Makalu IVY510 — 5G